# Grevillea tenuiloba
Espèce
Classification phylogénétique
Grevillea tenuiloba est une espèce d'arbuste de la famille des Proteaceae endémique dans la région de Geraldton au sud-ouest de l'Australie-Occidentale.
Il peut mesurer de 0,5 à 1 mètre de hauteur et 3 m de diamètre. Il produit des fleurs orange d'août à octobre (du milieu de l'hiver au milieu du printemps) dans son aire naturelle.
L'espèce a été décrite pour la première fois par le botaniste Charles Austin Gardner en 1934.